# リチャード・オブ・シュルーズベリー (ヨーク公)
初代ヨーク公兼初代ノーフォーク公リチャード・オブ・シュルーズベリー（Richard of Shrewsbury, 1st Duke of York and 1st Duke of Norfolk, 1473年8月17日 - 1499年11月23日）は、イングランド王エドワード4世とエリザベス・ウッドヴィルの次男（第6子）である。シュルーズベリーで生まれたことからこの名で呼ばれる。
リチャードの兄弟姉妹には、姉エリザベス、メアリー、セシリー、マーガレットと兄エドワード5世、弟ジョージと妹アン、キャサリン、ブリジットがいる。

## 生涯
1474年5月にリチャードはヨーク公に、翌年5月15日にガーター騎士団ナイトに叙せられる。1478年1月15日、4歳の時にリチャードは当時5歳のノーフォーク女伯アン・ドゥ・モウブレー（ノーフォーク公ジョン・モウブレーの娘で1476年にモウブレーの広大な地所を相続していた）とウェストミンスター宮殿で結婚した。ノーフォーク公は既に死去していたため、リチャードは1481年にノーフォーク公にも叙せられた。
1483年4月9日に父王エドワード4世が死去したため、兄の王太子エドワードがエドワード5世として即位し、自動的にリチャードも推定相続人になった。だが、これは長くは続かなかった。バース・アンド・ウェルズ司教のロバート・スティリントンが、エドワード4世が1461年時点でエレノア・タルボットと秘密裏に結婚していたという証拠を提出したのである。エドワードが1464年にエリザベス・ウッドヴィルと結婚した時、タルボットはまだ存命であり、結婚の法的効力は失われていなかった。この事実を受けて、エドワード4世の弟で摂政のグロスター公リチャードは、「エドワード4世とエリザベス・ウッドヴィルの結婚は無効であり、両者から生まれた子供は私生児である」と結論付けた。これが理由で1483年6月25日、リチャードは兄のエドワードともども王位継承権を剥奪された。グロスター公はリチャード3世として即位した。
ヨーク公は即位したリチャード3世によって、1483年の中頃にロンドン塔に送られた。その後、リチャードと兄エドワード（「塔の中の王子たち」 (Princes in the Tower) と呼ばれる）の身に何が起こったのかは不明であり、多くの推測が行われている。1490年代に入って、パーキン・ウォーベックという男が、自分がヨーク公リチャードであると名乗ったが、それは詐称であった。1674年にロンドン塔で発見された2つの骸骨のうち、小さい方はリチャードのものだったかもしれないが、確たる証拠はない。しかし、この2人分の遺骨は1678年にウェストミンスター寺院に埋葬された。
しかし2020年、フィリッパ・ラングリーによって1487年時点で存命だったことを示す当時の文書が発見され、従来の説は覆された。彼女たちの研究によると、殺害を司令したとさえ言われていたリチャード3世が、実際には兄弟の助命に奔走していたことが明らかになった。この研究の詳細は2023年に発行された『The Princes in the Tower : Solving History's Greatest Cold Case』に詳しく記されている。